# 平尾台丸和ランド
平尾台丸和ランド（ひらおだいまるわランド）は、かつて福岡県北九州市小倉南区の平尾台にあったレジャー施設である。

## 概要
丸和が経営していた遊園地である。現在跡地は平尾台自然の郷の敷地の一部になっている。

## 歴史
- 1967年3月オープン
- 1990年代閉園

## 主要施設
- フィールドサーキット
- メリーゴーランド

## 休館日
- 12月から3月

## 交通アクセス
- JR小倉駅よりバス60分。